# Labeo sp. nov. 'Baomo'
Labeo sp. nov. 'Baomo' là một loài cá vây tia thuộc họ Cyprinidae.
Loài này chỉ có ở Kenya.
Môi trường sống tự nhiên của chúng là sông ngòi.